# Хора-реликви
„Хора-реликви“ е български документален филм от 1982 година, по сценарий на Нели Цонева с режисьор Кирил Илинчев и оператор - Димитър Дермански. 

## Сюжет
Филмът е с продължителност 27:11 минути и проследява историята на Македоно-одринското опълчение през Балканските войни 1912 – 1913 година. В него спомените си разказват Кръстьо Баковски от Дебър, Асен Костов от София, Марин Димов от село Петково, Георги Вецов от Разлог, Тодор Аврионов от Неврокоп, Георги Милев от село  Гърмен, Иван Николов от село Гайтаниново, Никола Александров от село Марчево, Иван Колчагов от Банско, Иван Перков от Неврокоп, Панчо Кочарапов от Скопие, Коста Димитров от село Неред, Иван Бакарджиев от село Ловча, Тръпчо Самарджиев от Воден, д-р Михаил Янов от Прилеп, Делчо Хубчев от село Полковник Серафимово, Елена Бизева от Банско и д-р Спиридон Генев, син на генерал-майор Никола Генев, от София.